# 贾卡亚·基奎特
贾卡亚·基奎特（1950年10月7日—），坦桑尼亚政治家。
基奎特1975年加入坦桑尼亚革命党，1978年毕业于达累斯萨拉姆大学，1980年曾在南京陆军指挥学院接受培训，1982年进入革命党的全国执行委员会。1988年开始，基奎特步入政界，担任议员，曾任坦桑尼亚财政部长。
1995年，基奎特出任坦桑尼亚外交部长，他担任外长达到10年，是坦桑尼亚历史上任期最长的外长。2005年底，基奎特当选坦桑尼亚总统，12月21日宣誓就职；2010年连任总统，任期至2015年，憲法限制總統只可連任一次。